# أسيتو أسيتات الإيثيل
أسيتو أسيتات الإيثيل هو مركب عضوي له الصيغة الكيميائية المجملة C6H10O3 وهو إستر إيثيلي لحمض أسيتو الأسيتيك، ويكون على شكل سائل عديم اللون.

## التحضير
يحضر أسيتو أسيتات الإيثيل تقنياً من تفاعل ثنائي الكيتين (ديكيتين) مع الإيثانول.

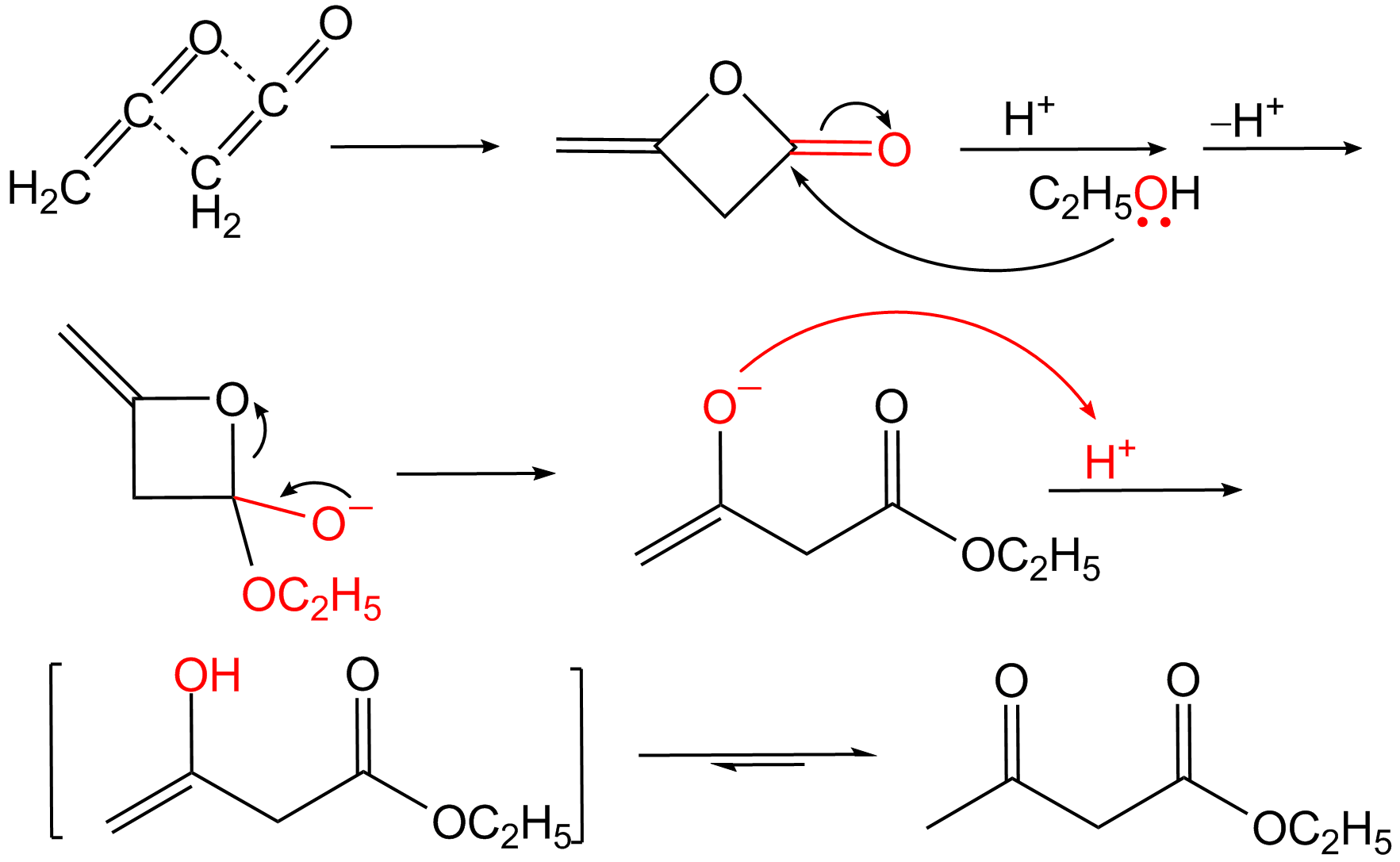
تحضير أسيتو أسيتات الإيثيل من ثنائي الكيتين

أما مخبرياً فيحضر بطريقة تقليدية من تكاثف كلايسن لمركب أسيتات الإيثيل.

## الخصائص
- يكون أسيتو أسيتات الإيثيل على شكل سائل عديم اللون له قوام زيتي.
- تكون مجموعة الميثيلين الواقعة بين مجموعتي الكربونيل ذات نشاط كيميائي كبير ومن السهل إجراء تفاعل ألكلة أو أسيلة أو هلجنة لها.

## الاستخدامات
يستخدم مركب أسيتو أسيتات الإيثيل في المختبرات الكيميائية في تفاعلات الاصطناع العضوي مثل اصطناع هانتش للبيريدين وللبيرول بالإضافة إلى تفاعل جاب-كلينغيمان.
يستخدم أسيتو أسيتات الإيثيل كمذيب عضوي أيضاً.

## اقرأ أيضاً
- أسيتات الإيثيل